# Під кінець літа
«Під кінець літа» (рос. «На исходе лета») — радянський художній фільм 1979 року режисера Рубена Мурадяна.

## Сюжет
Колишньому вчителю літератури Андрію Опанасовичу Вєдєнєєву вже 80 років. Він великий знавець і любитель старовинних годинників. У його колекції, яку він збирав усе життя, є все: від наручних і кишенькових до настінних і підлогових годинників всіляких старовинних марок. Син перевіз старого і його колекцію з невеликого провінційного містечка. Але тут Андрій Опанасович нікому не потрібен, і син почав подумувати про те, щоб здати батька в будинок для людей похилого віку, а його колекцію продати діловій людині. Але виявляється, доля діда небайдужа двом людям — онукові і молодій медсестрі, його подрузі…

## У ролях
- Леонід Оболенський —  Андрій Опанасович Вєдєнєєв
- Володимир Борисов —  Юра, його онук
- Марина Дюжева —  Віра, медсестра
- Ігор Дмитрієв —  Антон Андрійович, син Андрія Опанасовича
- Ніна Веселовська —  Ольга, дружина Антона Андрійовича
- В'ячеслав Шалевич —  Євген Іванович, ділова людина
- Антанас Габренас —  Артур Янович
- Олексій Буряк —  Сазонов

## Знімальна група
- Автори сценарію:  Семен Ласкін,  Генріх Рябкін
- Режисер:  Рубен Мурадян
- Оператори: Микола Гайл, Євген Беркут
- Художники: Юрій Істратов, Валерій Лукінов
- Композитор: Едуард Хагагортян